# Brasão de armas da Albânia

Brasão da Albânia.

O emblema da Albânia é uma adaptação da bandeira da Albânia. O emblema acima da cabeça das duas-cabeças de águia é o capacete de Skanderbeg, encimada com cornos de cabra.
O emblema tem dimensões de 1:1.5. Por vezes é considerada a violar a regra do esmalte, porque, na heráldica inglesa e francesa, sable (preto) é considerado uma cor, enquanto que noutros países, muitas vezes, é considerada uma pele [carece de fontes?].

## Histórico

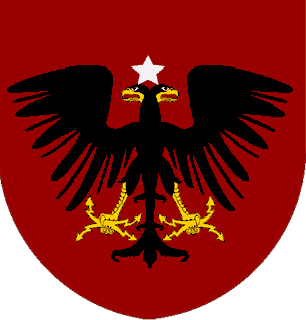
Principado da Albânia (1914)
Reino da Albânia (1928–1939)
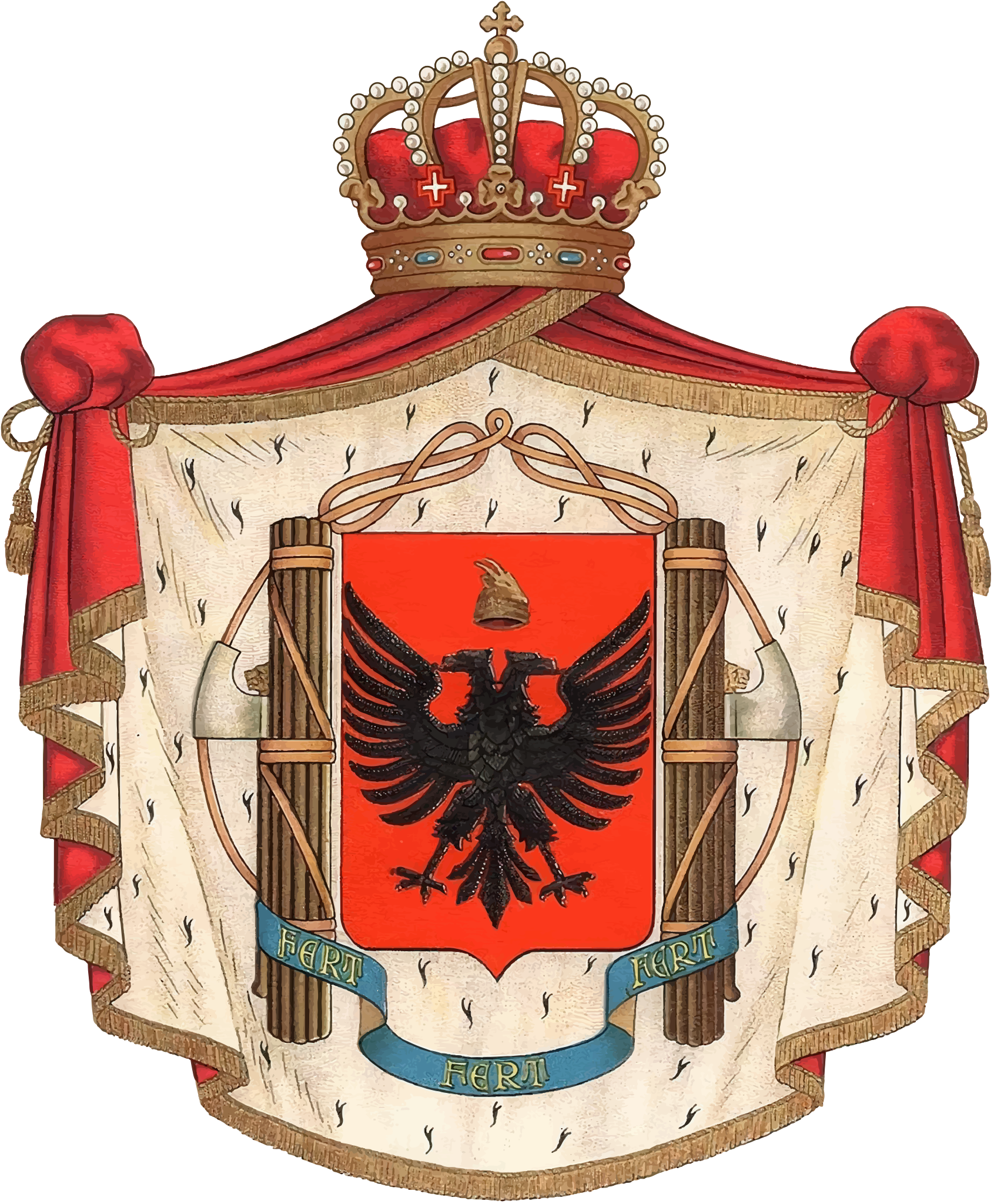
Protetorado da Albânia (1939–1943)
República Popular Socialista da Albânia (1946–1991)